# Oswald Wiener
Oswald Wiener (n. 5 octombrie 1935, Viena, Statul Federal al Austriei – d. 18 noiembrie 2021, Feldbach⁠(d), Stiria, Austria) a fost un profesor universitar, lingvist și scriitor de  literatură științifico-fantastică austriac.

## Lucrări publicate
- Kunst und Revolution, Aktion u. a. mit Otto Muehl und Günter Brus am 7. Juni 1968 an der Universität Wien, siehe: Uni-Ferkelei
- Die Verbesserung von Mitteleuropa, Roman, Rowohlt Verlag, Reinbek bei Hamburg 1969 (Neuausgabe 1985), ISBN 3-499-11495-X.
- appendix a (der «bio-adapter»), in: manuskripte 25, 1969.
- als Herausgeber: Josefine Mutzenbacher. Die Lebensgeschichte einer wienerischen Dirne, von ihr selbst erzählt. Im Anhang: Beiträge zur Ädöologie[15] des Wienerischen. Rogner & Bernhard, München 1969 («Bibliotheca Erotica et Curiosa», Anhang S. 285–389); Rowohlt, Reinbek 1978 (Anhang S. 163–248)
Anhang unter dem Titel Der obszöne Wortschatz Wiens, in kondensierter Form ohne Bemerkungen, in den Mutzenbacher-Ausgaben von Michael Farin: Schneekluth, München 1990 (S. 361–461); Parkland, Stuttgart 1992
- Subjekt, Semantik, Abbildungsbeziehungen, ein Pro-Memoria, in: manuskripte 29/30, 1970.
- ein verbrechen, das auf dem papier begangen wird, in: Schastrommel 2, Berlin 1970.
- Ungefähre Anlage von Günter Brus als Vogel, in: Schastrommel 4, Berlin 1970.
- Inhaltsanalyse. Essays über die Interpretation von Texten mit Hilfe quantitativer Semantiken. Ausgewählt und eingeleitet von Oswald Wiener. München: Rogner & Bernhard, 1972.
- John McCarthy und Claude E. Shannon [Hrsg.]. Automata Studies, Hrsg. der deutschen Ausgabe: Oswald Wiener, Peter Weibel und Franz Kaltenbeck, München: Rogner & Bernhard, 1974.
- Einiges über Konrad Bayer. Schwarze Romantik und Surrealismus im Nachkriegs-Wien. In: Die Zeit, Nr. 8, 17. Februar 1978
- Wir möchten auch vom Arno-Schmidt-Jahr profitieren, München: Matthes & Seitz, 1979.
- Eine Art Einzige, in: Verena von der Heyden-Rynsch (Hrsg.): Riten der Selbstauflösung, München: Matthes & Seitz, 1982
- Über das Ziel der Erkenntnistheorie, Maschinen zu bauen die lügen können, d.h. eigentlich nur über einige Schwierigkeiten auf dem Weg dorthin, in: manuskripte 86, 1982. (sowie u. a. in: Jean Baudrillard: Die fatalen Strategien, München: Matthes & Seitz, 1985.)
- Turings Test. Vom dialektischen zum binären Denken, in: Kursbuch 75, 1984.
- als Evo Präkogler: Nicht schon wieder…! Eine auf einer Floppy gefundene Datei, München: Matthes & Seitz, 1990.
- Probleme der Künstlichen Intelligenz, Berlin: Merve, 1990.
- Information und Selbstbeobachtung, Form und Inhalt in Organismen aus Turing-Maschinen sowie weitere Beiträge, in: Schriften zur Erkenntnistheorie, Wien/New York: Springer, 1996.
- Literarische Aufsätze. Wien: Löcker, 1998.
- Bouvard und Pécuchet im Reich der Sinne. Eine Tischrede. Bern: Gachnang und Springer, 1998.
- cu Manuel Bonik și Robert Hödicke: Eine elementare Einführung in die Theorie der Turingmaschinen, Berlin: Springer, 1998.
- Materialien zu meinem Buch Vorstellungen. Hg. v. F. Lesák. Wien: TU Wien 2000 (= Ausschnitt 6)
- "Über das «Sehen» im Traum / Zu den Traum-Zeichnungen von Ingrid Wiener". In: Ingrid Wiener, Träume / sogni. Napoli: Morra 2001, 3-17.
- "Anekdoten zu Struktur". In: Ausschnitt 07. Hg v. F. Lesák. Wien TU Wien 2002, 30-45.
- cu Thomas Raab: „Computing the motor-sensor map (Short Communication)“. Behavioral and Brain Sciences, 27 (2004): 423–424.
- "Unter LSD/Über LSD". manuskripte, 171 (2006): 5-27.
- "Über das «Sehen» im Traum, Zweiter Teil". manuskripte, 178 (2007): 161-172.
- "Über das «Sehen» im Traum, Dritter Teil". manuskripte, 181 (2008): 132-141.
- "Kybernetik und Gespenster. Im Niemandsland zwischen Wissenschaft und Kunst". manuskripte, 207 (2015): 143-162.
- "Glossar: Weiser". Selbstbeobachtung. Oswald Wieners Denkpsychologie. Hg. v. T. Eder u. T. Raab. Berlin: Suhrkamp 2015, 59-98.
- "Glossar: figurativ". Selbstbeobachtung. Oswald Wieners Denkpsychologie. Hg. v. T. Eder u. T. Raab. Berlin: Suhrkamp 2015, 99-141.

## Vezi și
- Listă de scriitori de literatură științifico-fantastică
- Listă de scriitori de limbă germană
- Științifico-fantasticul în Austria